# Baidland, Pennsylvania
Baidland, Pennsylvania (енгл. Baidland) насељено је место без административног статуса у америчкој савезној држави Пенсилванија.

## Демографија
По попису из 2010. године број становника је 1.563, што је 13 (-0,8%) становника мање него 2000. године.
| Група             | 2000.         | 2010.         |
| Белци             | 1.555 (98,7%) | 1.522 (97,4%) |
| Афроамериканци    | 3 (0,2%)      | 7 (0,4%)      |
| Азијати           | 1 (0,1%)      | 2 (0,1%)      |
| Хиспаноамериканци | 15 (1,0%)     | 25 (1,6%)     |
| Укупно            | 1.576         | 1.563         |